# Сидар Форт (Јута)
Сидар Форт (енгл. Cedar Fort) град је у америчкој савезној држави Јута.

## Демографија
По попису из 2010. године број становника је 368, што је 27 (7,9%) становника више него 2000. године.
| Група             | 2000.       | 2010.       |
| Белци             | 326 (95,6%) | 352 (95,7%) |
| Афроамериканци    | 0 (0,0%)    | 0 (0,0%)    |
| Азијати           | 1 (0,3%)    | 1 (0,3%)    |
| Хиспаноамериканци | 3 (0,9%)    | 4 (1,1%)    |
| Укупно            | 341         | 368         |